# Туулос, Вильхо
Вильхо Иммануэль Туулос (фин. Vilho Immanuel Tuulos; 26 марта 1895 — 2 сентября 1967) — финский легкоатлет, олимпийский чемпион.
Вильхо Туулос родился в 1895 году в Тампере (Великое княжество Финляндское). В 1920 году на Олимпийских играх в Антверпене он завоевал золотую медаль в тройном прыжке. В 1924 году на Олимпийских играх в Париже он завоевал бронзовую медаль в тройном прыжке; также принял участие в соревнованиях по прыжкам в длину, но там стал лишь четвёртым. В 1928 году на Олимпийских играх в Амстердаме он вновь завоевал бронзовую медаль в тройном прыжке и опять ничего не добился в прыжках в длину.